# Perro y gata
Perro y gata (título original en francés: Chien et Chat) es una película francesa de aventuras y comedia de 2024 dirigida por Reem Kherici y protagonizada por Kherici, Franck Dubosc, Inès Reg, Artus y Philippe Lacheau. Tras su paso por las salas de cine francesas en febrero, fue incluida por la plataforma Netflix en marzo de 2024.
El filme combina imagen real con animación computarizada. Su realización costó 21 millones de euros.

## Sinopsis
Chichi es un perro callejero y Diva es una gata estrella de las redes sociales que, tras una sucesión de eventos, escapan de sus jaulas en el aeropuerto en pleno invierno. Sus dueños, de personalidades completamente distintas, ahora deben dejar de lado sus diferencias y trabajar juntos para recuperarlos.

## Reparto
- Reem Kherici es Monica
- Franck Dubosc es Jack
- Philippe Lacheau es Brandt
- Inès Reg es Diva
- Artus es Chichi

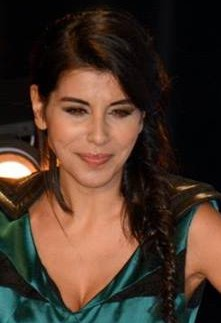
Reem Kherici dirigió y protagonizó Perro y gata.

- Raphaëlle Fugère-Larocque es Lizzie
- Oscar Desgagnés es Albert